# 劇場 (モーム)
『劇場』（げきじょう、英語: Theatre）はイギリスの作家サマセット・モームの小説である。1937年にイギリスのウィリアム・ハイネマン社及びアメリカのダブルデイ・ドラン社から初版が刊行された。成功した女優とその夫で劇場支配人である夫の物語であり、ヒロインの生活とキャリアが若い会計士との嵐のような恋愛でかき乱される様子を描いている。

## 背景
執筆当時モームは63歳で、「脂の乗り切っていた時代」に書かれた。選集の序文でモームは、自作の最初の戯曲が上演されてから最後の戯曲が上演される30年の間に「多数の卓越した女優」の知遇を得ており、『劇場』のヒロインであるジュリア・ランバートはその誰かを特定のモデルにしているわけではないが、いろいろなところから少しずつヒントを得ていると述べている。モームは1933年に戯曲を書くのをやめており、その結果として出てきた「劇団の内幕をあけすけに描いた」作品であるとも考えられる。モームが戯曲執筆をやめた理由としては、芝居作りに必須である演出家などとの協働作業が苦手であったからだと言われている。

## あらすじ
ジュリア・ランバートとマイケル・ゴセリンは両者がリヴァプールの劇団に所属していた時に初めて出会った。二人の関係は発展し、ジュリアはマイケルが自身を主演女優として劇場のマネジメントを試してみるべきだとすすめた。マイケルはジュリアに求婚する。マイケルはアメリカのマネージャーに雇われ、1年留守にすることになる。マイケルはアメリカで成功せず、帰ってきたマイケルはジュリアと結婚する。
第一次世界大戦の間マイケルは従軍し、定期的に休暇で戻ってくる。ジュリアはもうマイケルを愛していないが、二人の間には息子のロジャーがいる。
演劇とジュリアに情熱を傾けている富裕な寡婦であるドリー・ドゥ・ヴリースが、マイケルをマネージャーとして劇場に資金援助をすることになる。選んだ芝居はあたり、マイケルはそこで小さな役を演じることで満足する。もっと芝居を上演し、ロンドンで劇場の借用契約を結ぶことになる。それから数年の間、マイケルは満足はしていたが退屈な人物になっていく。ジュリアは財産も成功も手に入れる。
会計士になるべく会計事務所で研修生をしているトム・フェネルがマイケルの劇場の会計検査をしに来る。ジュリアはトムを自宅での食事に招待する。トムは後に劇場あてにジュリアに花を送り、自分のフラットでのお茶に招く。予期しなかったことだが、ここで会ったことで2人の情熱に火がつく。恋は進み、ジュリアはトムにプレゼントを買う。トムはジュリアとマイケルのカントリー・ハウスに2週間招待される。トムは同じくらいの年齢のロジャーと親しくなり、ジュリアはトムが自分ではなくほとんどロジャーと過ごしているためがっかりする。その後ジュリアはトムに失礼な手紙を送るが、のちに二人は仲直りする。
ロジャーがジュリアに、自分とトムがトムのフラットで数人の若い女性と会ったと告げ、ジュリアはロジャーが成長していることに驚く。ロジャーを誘惑したジョウン・デンヴァーは芝居で代役をやりたがっており、ジュリアは軽蔑を隠してジョウンを評価しているように振る舞う。トムはジュリアを自分の知り合いであるエイヴィス・クライトンの芝居に連れて行く。エイヴィスは舞台に立ち始めたばかりで、トムはジュリアの次回作でエイヴィスに役を振って欲しいと考える。ジュリアはエイヴィスを可愛らしいが才能のない女優だと思う。エイヴィスがキャリアを進めるためにトムを利用していることに怒りを感じ、ジュリアは悪意を隠しながら、エイヴィスを自分の芝居に出してもいいと言う。
ジュリアは自身がまだどれだけトムを愛しているかに気づき、上演中の芝居にその感情を全て注ぎ込む。後でマイケルはジュリアの演技が良くなかったと言い、2人はジュリアがしばらく休むべきだと決める。ジュリアはフランスのサン・マロで母とおばと夏を過ごす。
次回作『今日この頃』のリハーサルが秋に始まるが、エイヴィス・クライトンの演技はあまり良くない。ジュリアは芝居の芝居をまともな状態に維持するため、マイケルにエイヴィスの役作りを手伝ってはどうかとすすめる。
ロジャーはオーストリアで数週間過ごしてから帰宅し、ジュリアと話して、自分の将来について確信が持てないと言う。ロジャーは両親が作ったごっこ遊びの世界に住んできたので、自分は現実がよくわからないのだと言う。ロジャーは、ジュリアは演技がなければ何者でもないと考えている。
『今日この頃』が夜にも開幕するという日の午後、ジュリアはトムのフラットに行き、自分が既にトムのことを気にかけていないことに気付く。芝居の最中、ジュリアはエイヴィス・クライトンを圧倒し、相手の演技を完全に死に体にしてエイヴィスのキャリアを台無しにする。マイケルは自分がエイヴィスといちゃついていたせいだと思う。ジュリアは初演の夜のパーティには行かず、ひとり勝ち誇ってバークリーで夕食をとる。ジュリアは俳優は現実であり、他人は材料で、ロジャーが言うのとは違ってごっこ遊びこそがリアルなのだと考える。

## 評価・分析
行方昭夫は本作の長所は女主人公であるジュリアに集約されると指摘している。行方によるとジュリアは「モームの想像した忘れがたい女性像」のひとりであり、「内的独白」を用いてジュリアの考えが生き生きと描写されており、「『劇場』の面白さはその大半を彼女の魅力ある性格に依存している」ものである。モームは通常あまり難解なレトリックを使用しないため、この内的独白の多用について、龍口直太郎は「この種の実験的小説技巧に対してはいつも批判的立場に立ってきたモームとしては、ちょっと人を驚かすものがある」と述べている。一方、ジュリアについては非常に魅力的かつ丁寧に描写されているが、息子のロジャーなどのキャラクターはあまりよく描きこまれていないと評されている。
本作は演劇を主題としているだけあって演劇的な作品であると考えられており、「モームがこの物語を十年か二十年前に書いたら、劇の形をとってあらわれただろう」とも言われている。ジュリアは「自分の演技の創造性で開放感を味わう」人物であり、本作は「役者を通して芸術家気質を描く」ことを目指した作品と考えられる。
ドリーはレズビアンで、ジュリアに対して恋心を抱いていると解釈される。

## 翻案

### 戯曲
1937年にヘレン・ジェロームにより3幕物の芝居として戯曲化された。
『劇場』はガイ・ボルトンにより同名の戯曲として翻案されている。ニューヨークのハドソン劇場で初演され、1941年11月12日から1942年1月10日まで69回上演された。ジュリア・ランバート役はコーネリア・オーティス・スキナー、マイケル・ゴセリン役はアーサー・マージェットソンがつとめた。ボルトンはこの芝居を1951年に『等身以上』(Larger Than Life) というタイトルで書き直している。ボルトンの戯曲はマルク＝ジルベール・ソーヴァジョンによりフランス語に翻案されている。
池田政之翻訳・翻案による台本で、劇団NLTにより、『劇場-汝の名は女優-』として2016年10月25日から30日までシアターグリーンで上演された。この台本は『テアトロ』2016年11月号に掲載されている。

### 映画
1962年にオーストリア・フランスの合作でドイツ語の映画Julia, du bist zauberhaftが作られたが、これはガイ・ボルトンの戯曲をもとにしたものだった。アルフレート・ヴィーデンマンが監督し、リリー・パルマーがジュリア役、シャルル・ボワイエがマイケル役をつとめた。
Teatris (1978) は小説を原作とするラトビア映画で、ヤニス・ストレイチが監督し、ヴィヤ・アルトマネがジュリア役を演じた。
『華麗なる恋の舞台で』(2004) はロナルド・ハーウッドがこの小説を脚色し、サボー・イシュトヴァーンが監督した映画で、アネット・ベニングがジュリア役、ジェレミー・アイアンズがマイケル役である。アネット・ベニングはこの演技でゴールデングローブ賞映画部門主演女優賞 (ミュージカル・コメディ部門)を受賞し、アカデミー主演女優賞にノミネートされた。

## 刊行情報

### 英語版
1937年に刊行されており、イギリスでの初版はW. Somerset Maugham, Theatre: A Novel (W. Heinemann, 1937)、アメリカでの初版はW. Somerset Maugham,  Theatre: A Novel (Doubleday, Doran and Co., 1937) である。

### 日本語版
- 龍口直太郎訳『劇場』

初訳は1950年に三笠書房で刊行した『サマセット・モーム選集 第4』である。1954年に三笠文庫（上下）、1954年に新潮社で刊行した『サマセット・モーム全集 第9』、1957年に河出書房で刊行した『世界文学全集 第3期 20 サマセツト・モーム』、1960年に刊行した新潮文庫（1994年に新装復刊）、1968年に新潮社で刊行した『新潮世界文学第31 モーム Ⅱ』にも収録された。2006年に新潮文庫版が、映画公開で新装改版された。
- 中野好夫訳『劇場』

1967年に集英社で刊行した『世界文学全集 20世紀の文学 第1巻 モーム』に収録。新版は各・集英社で、1974年に刊行した『世界文学全集 29  モーム』（新版1986年）、1980年に刊行した『世界文学全集71 モーム ほか』にも収録。